# De insluiper
De insluiper is een hoorspel van Gerrit Pleiter. De NCRV zond het uit op vrijdag 15 maart 1968. De regisseur was Ab van Eyk. De uitzending duurde 30 minuten.

## Rolbezetting
- Fé Sciarone (zij)
- Hans Veerman (hij)

## Inhoud
Ze noemen elkaar Ruurd en Vera. Dat vergemakkelijkt de onwennige conversatie. Het valt niet mee in het donker te praten als je elkaar niet kent. Zelfs van gezicht niet. De situatie krijgt wat onwerkelijks op die manier. Vera heeft het eerst over een droomspelletje en, als ze echt nerveus is geworden, over een nachtmerrie. Ruurd, die al die tijd staat te trillen op zijn benen, hakkelt wat over plaatsvervanging en dat het hele mensdom bestaat uit plaatsvervangers. Op de achtergrond beweegt zich een geheimzinnige derde. Het is in de discussie een punt of hij echt bestaat en zo ja, of hij nog leeft of al dood is. Die Mr. Clark zou zoiets kunnen zijn als het compliment in een nog niet aanwezige driehoeksverhouding. Geleidelijk aan krijgt het gesprek een meer persoonlijk karakter. De toch al onwerkelijke situatie wordt daardoor absurd. Er moest iets gebeuren dat een breuk of een oplossing forceert, want alle praten kan niet goedmaken dat een insluiper zich bevindt in de kamer van een hem onbekende juffrouw. Zo’n onrechtmatigheid is een tastbaar feit. Het maakt iedere toenadering bij voorbaat onmogelijk. De primaire reactie - die van “Sta, of ik schiet!” - laat zich niet zomaar verdringen. Het contrast tussen het harde feit en het hulpeloze praten-in-de-ruimte brengt de dramatische wending in dit spel.